# Sânpetru, Brașov
Sânpetru, mai demult Sânt Petru (în dialectul săsesc Pittersbarch, Pitersbarχ, în germană Petersberg, Petersdorf, în maghiară Barcaszentpéter, colocvial Szentpéter) este satul de reședință al comunei cu același nume din județul Brașov, Transilvania, România.

## Așezare și zone
Localitatea Sânpetru este situată la poalele dealului Lempeș (704 m) și face parte din regiunea istorică Țara Bârsei. Înspre Hărman, cresc lalele pestrițe (Fritillaria meleagris), declarate monument al naturii. Este străbătută de râul Durbav, afluent al Ghimbășelului.

## Istoric
Localitatea este atestată documentar din 1240, cu numele Mons Sancti Petri. A fost înființată însă mai devreme, în timpul stăpânirii Ordinului cavalerilor teutoni, și anume de „grupul celor o sută” de prejmereni. Tot din secolul al XIII-lea datează biserica în stil romanic de pe dealul Sânpetrului, dărâmată în mare parte în 1794. Urmele unei picturi pe unul dintre pereții cetății fortificate i-a determinat pe experți să presupună că, în acel loc, călugării cistercieni construiseră o mănăstire în jurul anului 1240.
În timpul năvălirii turcești din 1432, Sânpetrul a fost distrus parțial, în același secol fiind ridicate zidurile fortificației țărănești la înălțimea de opt metri. Într-o etapă ulterioară (1610), au fost construite și încăperi pe două etaje și cinci turnuri de apărare. Puternicul incendiu din 1625 a distrus arhiva satului. Cele mai vechi acte din arhivă datează din 1750. O nouă năvălire a turcilor în Țara Bârsei, în 1658, a stârnit în Sâmpetru un nou incendiu devastator și o serie de victime, omorâte și înmormântate chiar în biserică.
În 1713 s-a prăbușit turnul clopotniței, iar în 1760 un nou incendiu a distrus până la temelie casele a 30 de proprietari de pământuri, 48 rămânând fără hambare și grajduri. Anul 1769 este marcat și el de un incendiu devastator. Între 1778 și 1782 a fost construită noua clopotniță, care s-a prăbușit totuși, provocând mari pagube. La un an după dărâmarea parțială a bisericii vechi, în 1794, a început construcția celei noi și a clopotniței din partea de est. În 1825 a fost construită clădirea noii primării, lângă vechea poartă a cetății.
Anii 1823 și 1855 au adus din nou incendii în sat. În ultimul, Sânpetrul a ars de cinci ori.
La 25 august 1937 ia ființă prima școală de instructori planoriști din România, pe aerodromul de la Sânpetru, avându-l ca instructor pe pilotul german Ernst Philipp. Până la 15 noiembrie, în același an, au fost realizate 1.730 zboruri, totalizând 141 ore de zbor, cu 5 zboruri de peste 5 ore și stabilirea a două recorduri naționale. Au fost realizate 57 de brevete, clasele A, B, C, și au fost brevetați 30 de instructori de zbor fără motor.

## Demografie
În 1900, în Sânpetru trăiau 2.173 de locuitori, dintre care 1.183 sași, 942 români și 47 unguri. 
După cel de-Al Doilea Război Mondial, în 1945, 224 de sași au fost deportați în Uniunea Sovietică în cadrul trimiterii la muncă forțată. Dintre aceștia, 55 au murit acolo, restul s-a întors acasă ori a emigrat direct în Germania. În perioada imediat următoare (anii '50-'60) autoritățile comuniste au adus în Sânpetru țărani din diverse zone ale țării. După emigrarea, în 1958 - 1970, a unui număr însemnat de sași în RFG, în localitate au mai rămas circa 700 de sași; în prezent, numărul lor este sub 100.
Astăzi Sânpetru numără în jur de 3.401 locuitori.
Astazi 2021 Sanpetru numara aproximativ 18.000 de locuitori.

## Economie
În Sânpetru, activitățile economice de bază sunt agricultura și zootehnia. În localitate își au sediile și câteva firme de construcții, de produse din material plastic, de piese pentru autovehicule (amortizoare și suspensii) și de produse alimentare.

## Turism
În Sânpetru pot fi vizitate biserica evanghelică, biserica ortodoxă, rezervația naturală „Dealul Lempeș” și se poate practica planorismul la Aeroclubul Iosif Șilimon. Curenții ascendenți ce se formează în jurul dealului Lempeș oferă condiții prielnice acestui sport.
- Cetatea țărănească ce datează din secolul al XV-lea diferă puțin față de construcțiile tipice acestui gen din Țara Bârsei, prin spațiul mare lăsat între cele două rânduri de ziduri (destinat adăpostirii vitelor) și prin forma gurilor de tragere din rândul inferior, făcute pentru arcași. Capela funerară a cetății păstrează un ansamblu pictural în stil gotic de la sfârșitul secolului al XIV-lea.
- Biserica evanghelică fortificată
- Biserica ortodoxă datează din secolul al XVIII-lea și are interiorul ornat cu fresce realizate în stilul brâncovenesc.
- Rezervația naturală Dealul Cetății - Lempeș
- Magazinul de suveniruri Tradiții.ro

## Învățământ
În Sânpetru se află o școală generală cu clasele I-VIII și o grădiniță modernizată recent.

## Personalități
Zaharia Bârsan (n. 11 ianuarie 1878, Sânpetru, Brașov - d. 13 decembrie 1948) a fost un dramaturg român. A fost fondatorul Teatrului Național din Cluj și primul său director
Andrei Potcoavă - senator

## Imagini

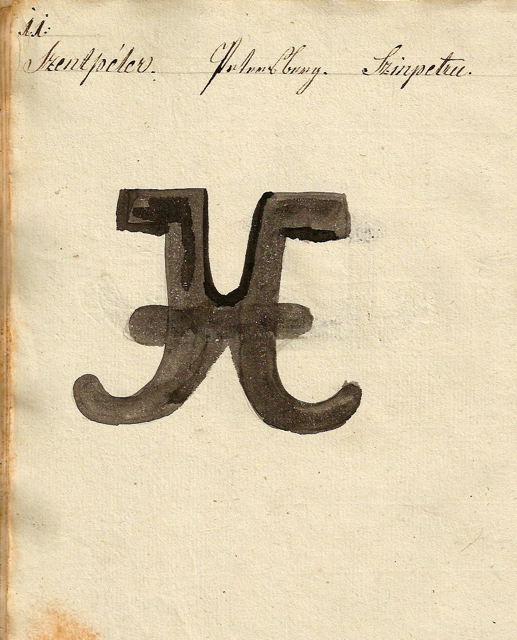
1826 - Danga pentru vitele din Sânpetru
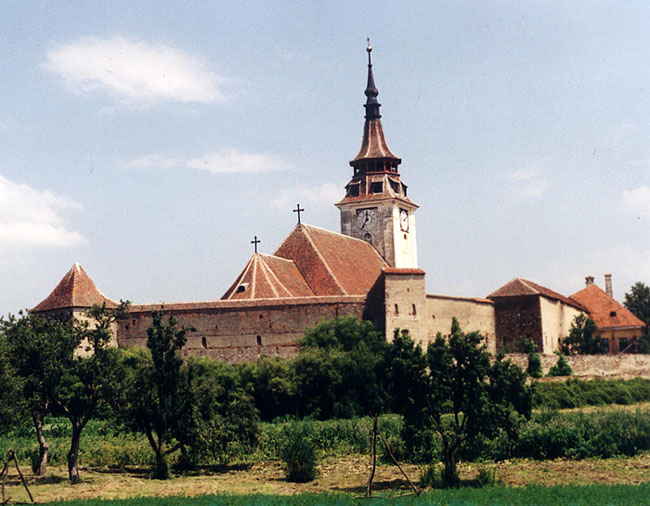
Biserica fortificată
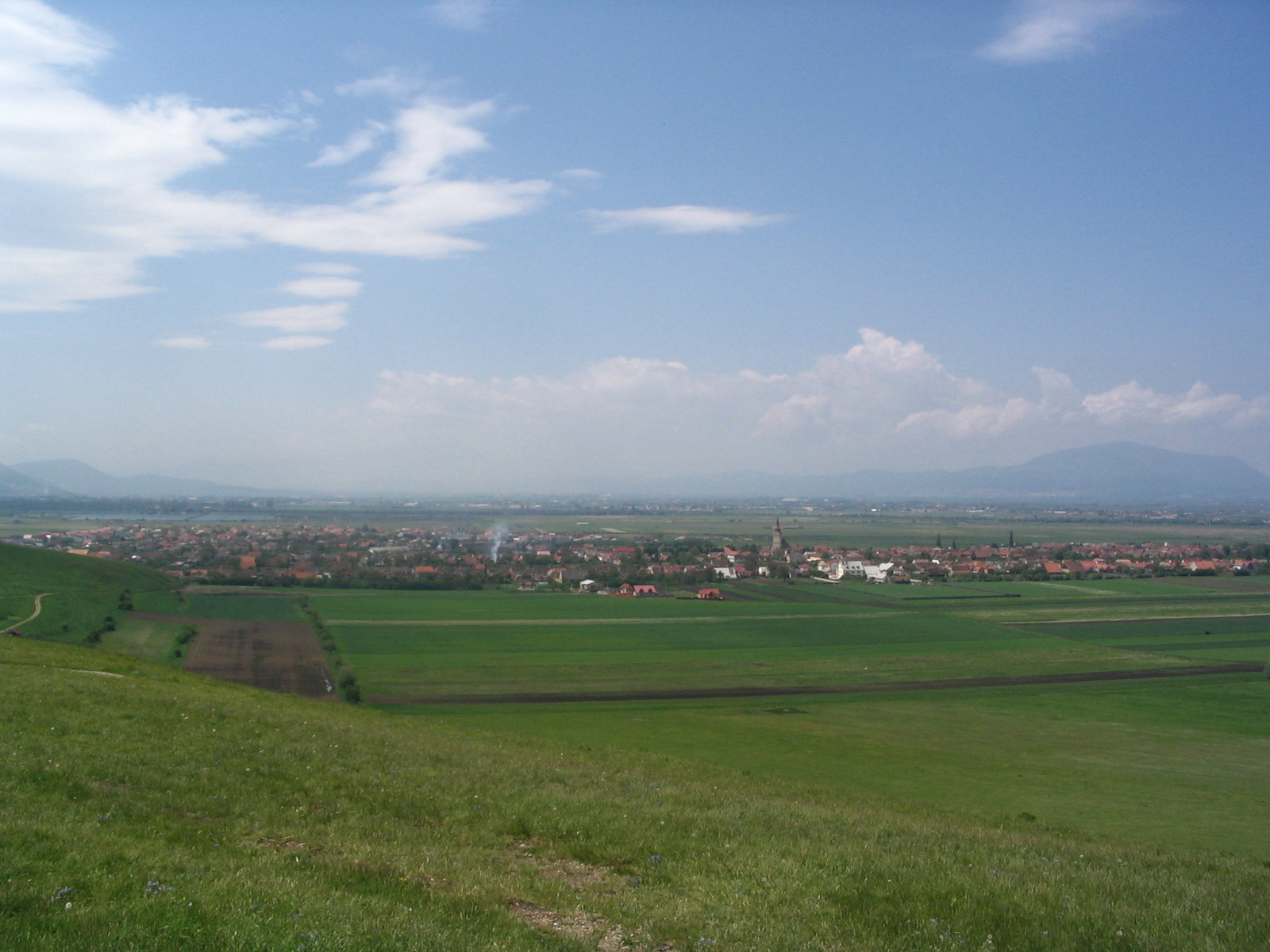
Vedere generală
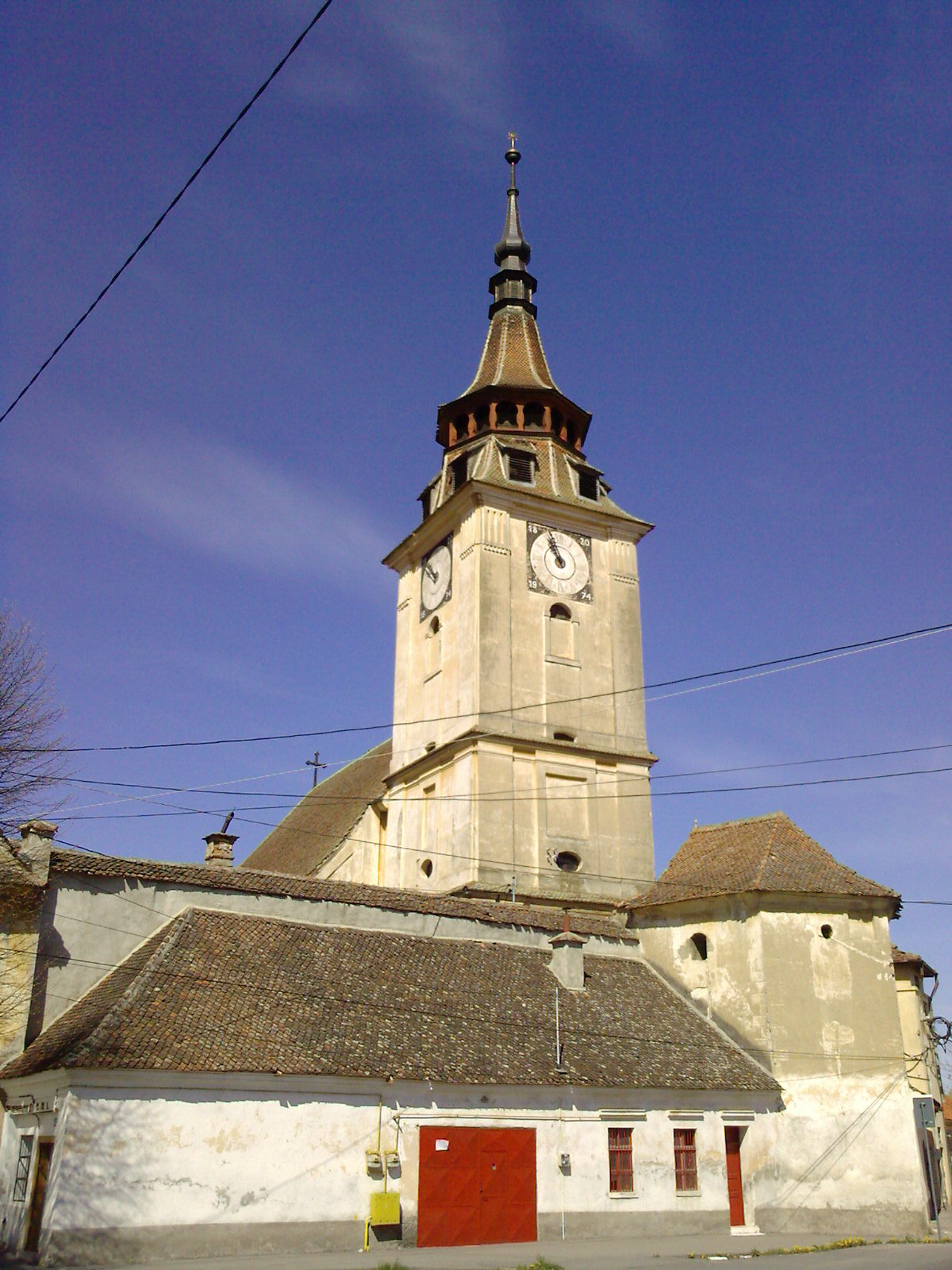
Biserica fortificată